# Văn học cổ đại
Trước khi phổ cập chữ viết, văn học truyền miệng không phải lúc nào cũng được duy trì tốt, mặc dù một số văn bản và một phần các tác phẩm đã tồn tại. August Nitschke  thấy một số truyện cổ tích là những tác phẩm sống sót trong văn học có niên đại từ những người kể chuyện về Kỷ băng hà và Thời kỳ đồ đá.

## Danh sách các văn bản cổ đại

### Thời kỳ đồ đồng
Thời đại đồ đồng sớm: thiên niên kỷ thứ 3 TCN (ngày gần đúng). Văn học chữ viết sớm nhất có từ khoảng 2600 TCN (tiếng Sumer cổ điển). Tác giả văn học sớm nhất được biết đến với tên là Enheduanna, một nữ tư tế người Sumer và nhân vật công chúng hẹn hò với ca. thế kỷ 24 TCN. Một số văn bản văn học rất khó để xác định ngày nó được viết ra, chẳng hạn như Sách của cái chết của Ai Cập, được ghi lại trong Giấy cói của Ani vào khoảng năm 1240 TCN, nhưng các phiên bản khác của cuốn sách có lẽ có từ khoảng thế kỷ 18 TCN.
- 2600 văn bản tiếng Sumer từ Abu Salabikh, bao gồm Hướng dẫn của Shuruppak và bài thánh ca đền Kesh
- 2400 văn bản Kim tự tháp Ai Cập, bao gồm bài thánh ca Cannibal
- 2400 Bộ luật Urukagina tiếng Sumer [4]
- 2400 đá Ai Cập
- 2350 Ai Cập Những câu châm ngôn của Ptahhotep
- 2270 Bài thánh ca của Enheduanna, tiếng Sumer
- 2250-2000 Những câu chuyện Sumer sớm nhất trong Sử thi Gilgamesh [5][6]
- 2100 Lời nguyền của người Agade
- 2100 Cuộc tranh luận giữa người và chim
- 2050 Luật của Ur-Nammu
- 2000 Văn bản trên quan tài, Ai Cập
- 2000 Sumer Than tiếc cho Ur
- 2000 Sumerian Enmerkar và Chúa tể Aratta

Thời đại đồ đồng trung: khoảng 2000 đến 1600 TCN (hiển thị thời gian gần đúng)
- 2000-1900 Câu chuyện về thủy thủ đắm tàu [7]
- 1950 Luật của Eshnunna
- 1900 Truyền thuyết của Etana [8]
- 1900 Bộ luật Lipid-Ishtar
- 1859-1840 Ai Cập Người nông dân xuất chúng
- 1859-1840 Câu chuyện về Sinuhe của Ai Cập (trong Hieratic)
- 1859-1840 Tranh chấp giữa một người đàn ông và Ba Ai Cập
- 1859-1813 Dạy học trung thành Ai Cập
- 1850 Văn bản Kultepe
- 1800 Akkadian Enûma Eliš
- 1780 Akkadian Thư Mari, bao gồm cả sử thi Zimri-Lim
- 1754 Bộ luật Hammurabi
- 1750Văn bản Anitta
- 1700 Sử thi Atra-Hasis
- 1700 Giấy cói Westcar Ai Cập
- 1700 Sử thi Gilgamesh
- 1650 Giấy cói Ipuwer Ai Cập
- 1600 Eridu Genesis